# Czartowska ława
Czartowska ława. Dramat ludowy w 4 aktach ze śpiewami – melodramat Jana Kantego Galasiewicza. Prapremiera odbyła się w Krakowie 3 kwietnia 1880

## Tematyka
Melodramatyczna fabuła stanowiła pretekst do ukazania układu sił we wsi pouwłaszczeniowej, gdzie brak dawnych więzi pomiędzy chłopstwem a ziemiaństwem i rosną wpływy władz gminnych, reprezentowanych w sztuce przez postać Melchiora Warchołka.

## Fabuła[5][4]

### Akt I
Akcja rozgrywa się na wsi w okolicach Krakowa. Domin Mydłek zmawia się z pisarzem gminnym Melchiorem Warchołkiem, by włamać się do domu Wojciecha Cichonia i ukraść ukryte w skrzyni pieniądze. Nadarza się świetna okazja:  wszyscy mieszkańcy będą zajęci obrzędem rwania konopi. Nie weźmie w nim udziału Marek Luboń, który jako delegat musi udać się po dokumenty do Osikowa. Przed wyjazdem jednak naraża się kilku osobom: staje w obronie zmuszanej do ślubu z Dominem panny Tekli, szantażuje Cecylię (jej macochę), a do tego ujawnia, że wie o fałszerstwach dokumentów, jakich dokonywał Warchołek. Na koniec próbuje zamknąć swego syna, Kazimierza na strychu, by zapobiec jego schadzce z nierządnicą. Wynika z tego awantura, podczas której Marek umiera na skutek przypadkowego uderzenia głową w cembrowinę studni. Kazimierz rozpacza i czuje się winny tej śmierci. Wówczas Warchołek obiecuje, że uratuje go od więzienia. Przypomina, że Marek Luboń miał zamiar jechać do Osikowa przez czartowską ławę – miejsce bardzo niebezpieczne, grożące osunięciem się w przepaść.

### Akt II
Minął tydzień od śmierci Marka Lubonia. Wszyscy sądzą, że zabił się podczas upadku z czartowskiej ławy, gdzie znaleziono jego książki i gazety (nie znaleziono jednak ciała). Melchior Warchołek zostaje wyznaczony na opiekuna dzieci Marka i zarządcę ich majątku. Próbuje uspokoić Kazimierza, który męczony wyrzutami sumienia jest już bliski, by wyznać wszystkim prawdę.

### Akt III
Trwają przygotowania do wesela Tekli i Domina. Tekla siedzi w komorze i płacze. Melchior Warchołek wyprzedaje majątek Marka Lubonia pod pozorem, że zmarły miał długi. Na przeszkodzie wyprzedaży majątku stoi Szymon Rataniec - poniewierany ojciec Domina Mydłka i bliski przyjaciej Marka Lubonia. Szymon twierdzi, że jest to krzywda dla dzieci Marka i nabiera podejrzeń, czy jego śmierć rzeczywiście była przypadkowa. Warchołek ma jednak na to pomysł: przypomina sobie, że dziś wieczorem Szymon wybiera się zbierać ziele w pobliżu czartowskiej ławy. W międzyczasie na scenie pojawia się… sam Marek Luboń w przebraniu smolarza i dowiaduje się ukradkiem o zmianach, jakie zaszły we wsi. Gdy zostaje sam na sam z Szymonem, ujawnia swoją tożsamość i opowiada całą historię: po uderzeniu w cembrowinę studni stracił przytomność i ocknął się u spodu czartowskiej ławy. Jest przekonany, że zaniósł go tam wyrodny syn Kazimierz. Chcąc się dłużej naradzić, obaj mężczyźni umawiają się na spotkanie przy czartowskiej ławie o zachodzie słońca.

### Akt IV
Przy czartowskiej ławie parobcy i dziewczęta zbierają ziele. Nadbiega ubrana w weselne suknie Tekla, która właśnie uciekła sprzed ołtarza. Zbiera się na burzę, więc wszyscy odchodzą. Pojawia się Szymon Rataniec zdziwiony, że Marek spóźnia się na spotkanie. Wzmaga się burza. Nagle nadchodzą Domin z Warchołkiem: otwarcie mówią Szymonowi, że zamierzają zrzucić go w przepaść i wyznają, że to samo zrobili z Markiem. W tym momencie na szczycie skały wśród grzmotów i piorunów pojawia się Marek Luboń. Domin, przekonany, że widzi upiora, wpada w panikę i spada z czartowskiej ławy, ponosząc śmierć. Warchołek natomiast ucieka. Marek Luboń godzi się z synem i radośnie witany powraca do wsi.

## Dzieje sceniczne
Utwór zyskał znaczną popularność w XIX w. Był wystawiany w teatrach warszawskich (teatr ogródkowy "Alhambra", Teatr Mały, Teatr Nowy), lwowskim (od 1880) i poznańskim (1884) a także w teatrach prowincjonalnych i amatorskich. Została wystawiona w Nowym Jorku (1884) i w Chicago (1888). W XX w. popularność utworu spadła, był inscenizowany w: 
- Teatrze Praskim w Warszawie (1918, reż. Feliks Zbyszewski oraz 1919, reż. Jan Kęcki)[6]
- Teatrze Miejskim w Bydgoszczy (1922, reż. Józef Cornobis)[6]
- Teatrze Popularnym w Łodzi (1925)[3]

## Nawiązania literackie
Barbara Ostrzeńska, bohaterka powieści Noce i dnie, oglądała w teatrze inscenizację Czartowskiej ławy i opisała swoje wrażenia w liście do siostry: [...] Dawano "Czartowską ławę". Gra była zachwycająca, od uroczych piosenek mało mi serce nie wyskoczyło z piersi, a dekoracje przedstawiające górski krajobraz wydały mi się cudem. [...].